# ミナミカワトンボ属
ミナミカワトンボ属(Euphaea Selys)は、トンボ目均翅亜目ミナミカワトンボ科に属する昆虫の群である。小柄なカワトンボ類であるが、性的二形を示し、翅の形が雌雄で異なる。体は黒地に赤や黄色の斑紋を持ち、翅にも鮮やかな色を出すものが多い。幼虫はヒラタカゲロウに似て、腹背に扁平、腹面下側に腹側鰓をもつ。また尾鰓は肉質で太く短く、先端が少しとがる。
山間の渓流域に生息し、幼虫は流れの中の岩の表面に張り付いて生活する。
東アジアから東南アジアに21種があり、日本には一種のみが知られる。
- コナカハグロトンボ Euphaea yaeyamana Oguma